# Ivar Tavast
Ivar Arvidsson Tavast, död 27 september 1599 i Viborg, var en svensk militär.
Ivar Tavast var son till Arvid Henriksson Tavast. Han började sin karriär som löjtnant under Axel Kurck 1593. Under klubbekriget led han 1596, då han deltog i Knut Jönsson (Kurck)s tåg från Tavastehus mot de österbottniska klubbmännen, i Birkala ett nederlag, som han dock hämnades efter Klas Flemings seger vid Nokia. Tavast sändes nämligen mot de tavastländska bönderna, som också gripit till vapen, och besegrade dem vid Nyystölä i Padasjoki socken 1597. Därefter förfor han svekligt mot bönderna som förskansat sig inne i byn och var oåtkomliga för Tavasts ryttare. Han uppmanade dem att lägga ned vapnen, varvid de skulle förskonas till livet. Då bönderna obeväpnade tågade ur byn, lät Tavast sina ryttare anfall och hugga ned alla bönderna. Då hertig Karl 1599 företog sitt tåg till Finland, kallades Tavast av sin far för att undsätta Viborgs slott. Där tillfångatogs han av hertigen vid fästningens kapitulation och avrättades tillsammans med sin far vid Munkekällan utanför Viborg.